# Camafeo de Constantino

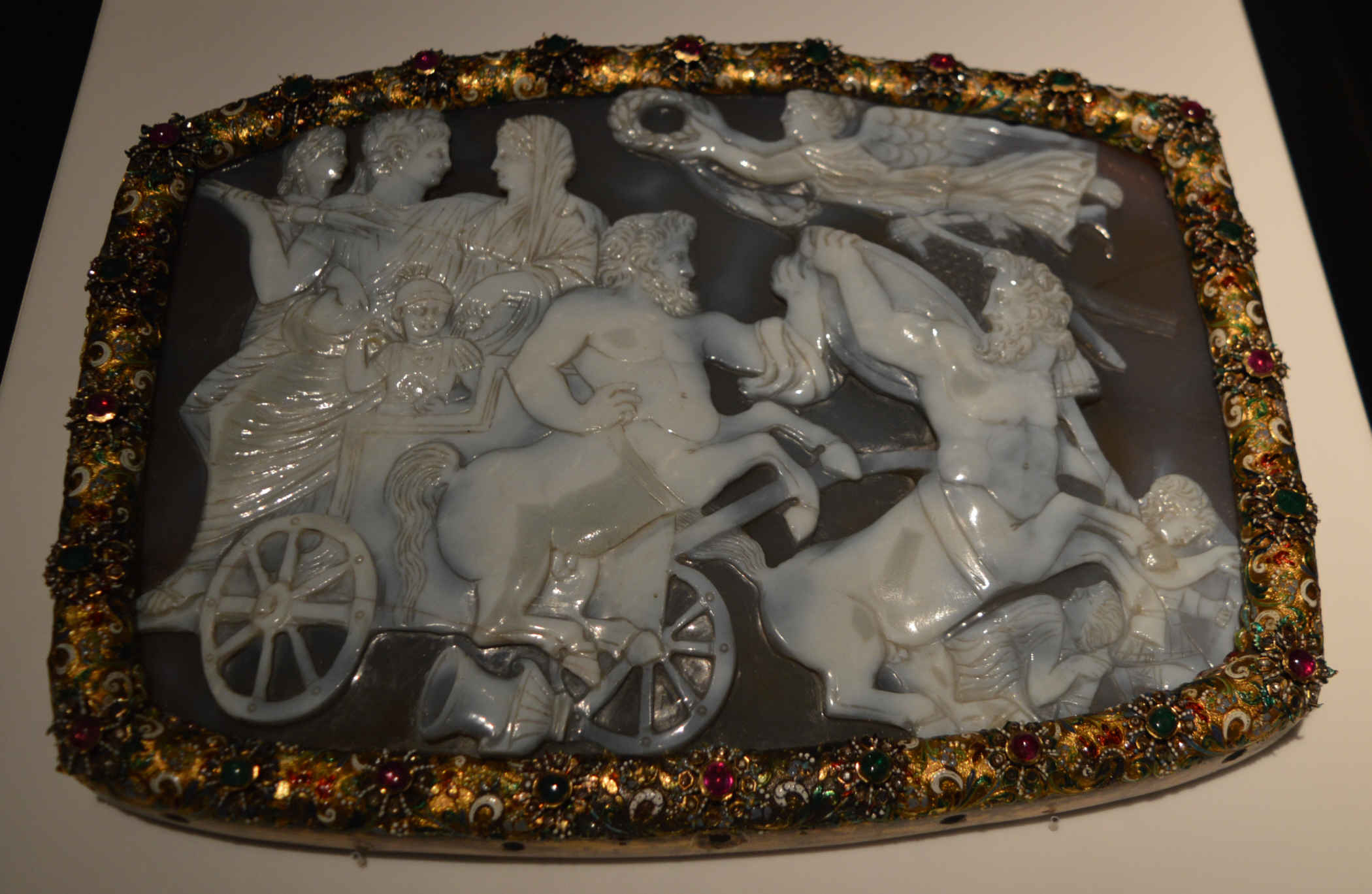
La Gema Constantiniana.

El camafeo de Constantino o Gema Constantiniana es un relieve en piedra preciosa, en la tradición de los encargados por los emperadores romanos, como la Gema Augustea. El camafeo es uno de los más grandes camafeos de la Antigüedad clásica, con 21,1 cm x 29,7 cm, y está hecho tallando dos capas en una ágata marrón y gris. El estilo del camafeo es típico del siglo IV y representa no solo al emperador Constantino sino también a su familia: su esposa Fausta, su hijo Crispo y también, detrás, su madre Helena. El hecho de que la pieza se fabricó alrededor del año 315 se evidencia en que el mismo tipo de imagen y estilo se encuentran en las monedas de ese período del reinado de Constantino.
El camafeo está dedicado a la victoria del emperador Constantino sobre su rival Majencio. Se desconoce la fecha exacta, pero la pieza probablemente se realizó alrededor del 315. El camafeo representa al emperador y su familia, sobre un carro tirado por un par de centauros. El carro pasa sobre los enemigos derrotados y es una referencia a la Batalla del Puente Milvio en 312, en la que Majencio fue derrotado definitivamente. Sobre el carro vuela la Victoria alada, personificación de la victoria, que llega para coronar a Constantino con una corona de laurel.

## La Gema Constantiniana antes de 2003
En 1628, la Compañía Neerlandesa de las Indias Orientales recibió el camafeo en comisión de Amberes a través de un tal Gaspar Boudaen, un comerciante de Amberes en Ámsterdam. Dado que Rubens tenía la colección más grande de gemas y camafeos en Amberes en la década de 1620, generalmente se cree que estuvo detrás de la venta de 1628, pero esto no es del todo seguro.
El camafeo, junto con un jarrón antiguo de ágata, fue embarcado en el mismo 1628 en el barco de la Compañía Batavia para su venta en Extremo Oriente. Ambas piezas sobrevivieron al dramático naufragio frente a la costa de Australia y al motín que siguió. Después de intentos fallidos de venta, el camafeo regresó a Ámsterdam décadas más tarde y, después de haber tenido varios propietarios, fue comprado por el rey Guillermo I para el Gabinete Real de Medallas.

## La Gema Constantiniana después de 2003
Entre 2003 y 2014 la pieza formó parte del Geldmuseum en Utrecht. Desde el cierre de esa institución, la pieza se reencontró con el resto de antigüedades de la colección de Rubens en Leiden. Desde el verano de 2019, la pieza vuelve a estar incluida en la exposición permanente del Museo Nacional de Antigüedades y se puede admirar en el departamento de objetos romanos.